# Xams-ad-Din Juwayní
Xams-ad-Din Muhàmmad ibn Muhàmmad Juwayní, també conegut senzillament com a Xams-ad-Din Juwayní (mort 1284) fou un polític persa il-kànida, germà de l'historiador Alà-ad-Din Juwayní. La seva vida abans de 1262 és desconeguda.
Fou nomenat sahib-i diwan (ministre de finances) de l'il-kan Hulagu el 1262/1263 i va conservar el càrrec sota Abaka. Va arribar a dirigir l'estat. El 1277 es va imposar als karamànides pel control d'Antòlia i va establir al seu fill Xàraf-ad-Din Harun com a governador d'aquesta regió. Xàraf-ad-Din fou traslladat al govern de Bagdad el 1283 per succeir al seu oncle però fou executat en aquesta ciutat el 1286.
Després de 1277 el poder va passar a ser compartit amb Majid al-Mulj al-Yazdí i els dos homes havien de posar el seu segell a qualsevol decret. A partir de llavors va començar a perdre el suport d'Abaka. El desembre del 1279 el seu fill Bahà-ad-Din Muhàmmad, governador d'Esfahan, va morir, el que va facilitar la tasca al kan, però els seus projectes es van acabar amb la seva mort (abril del 1282) i llavors Al-Yazdí fou executat l'agost de 1282, i va obtenir el suport del nou kan, Àhmad, que era musulmà, al que va ajudar a derrotar el pretendent Arghun. Finalment aquest va assolir el tron (1284) i Xams-ad-Din va decidir fugir a l'Índia però finalment va demanar gràcia al kan; aquest li va demanar un rescat que no va poder pagar i fou executat el 16 d'octubre de 1284 en un poblet entre Qazwin i Zanjan.